# Tengah (Cibinong)
Tengah is een bestuurslaag in het regentschap Bogor van de provincie West-Java, Indonesië. Tengah telt 12.127 inwoners (volkstelling 2010).